# Кексгольмський ВТТ
Кексгольмський ВТТ (рос. КЕКСГОЛЬМСКИЙ ИТЛ, ИТЛ Спецстроительства целлюлозно-бумажных объектов Карело-Финской ССР, ИТЛ Спецстроительства на Карельском перешейке, Кексгольмлаг) — підрозділ, що діяв у структурі виправно-трудових таборів СРСР з 16.04.40 по 28.06.41.

## Підпорядкування і дислокація
- ГУЛАГ з 16.04.40;
- ГУЛПС з 26.02.41.

Дислокація: Карело-Фінська РСР, м. Кексгольм (нині м. Приозерськ Ленінградської обл.)

## Виконувані роботи
- відновлення целюлозно-паперових підприємств, що відійшли до СРСР від Фінляндії: комбінату в Енсо (нині Свєтогорськ), целюлозно-паперових заводів в Кексгольмі, Йоханнесі (нині Совєтський), Піткяранту, Лепекоскі та паперової фабрики в Ласкела (Ляскеля),
- будівництво сульфітно-спиртових та гідролізних заводів в Кексгольмі, Енсо, Іоханнесі,
- відновлення фабрики штучного шовку (в Ковно?) та меблевої фабрики в Хелюля.

## Чисельність з/к
- 01.07.40 — 6404;
- 01.01.41 — 7501,
- 01.07.41 — 6778;
- 01.07.41 — 4518